# Dellin Betances
Dellin Betances (IPA: /ˈdɛlɪn bəˈtænsɪs/; New York, 23 marzo 1988) è un giocatore di baseball statunitense, lanciatore di rilievo per i New York Mets della Major League Baseball.

## Carriera

### Gli inizi
Betances nacque a Manhattan, da Jaime, pugile e tassista, e Maria, entrambi originari della Repubblica Dominicana. Fin da bambino tifoso dei New York Yankees, vide molte partite nel corso della sua infanzia.

### Minor League (MiLB)
Gli Yankees selezionarono Betances nell'8º round del draft 2006 dai New York Yankees, in più gli concessero un 1 milione di dollari di bonus per rinunciare al suo impegno nei confronti dei Vanderbilt Commodores, la squadra di baseball universitaria con cui militava.

### Major League (MLB)
Debuttò nella MLB il 22 settembre 2011, allo Yankee Stadium di New York City, contro i Tampa Bay Rays. Trascorse la stagione 2012 interamente nella tripla A della Minor league con i Scranton/Wilkes-Barre. Tornò con gli Yankees l'11 agosto dell'anno seguente. Fu convocato per l'All-Star game per la prima volta nel 2014, e successivamente nel 2015, 2016 e 2017.
Dopo una stagione 2019 segnata dagli infortuni, Betances divenne free agent a stagione conclusa.
Il 24 dicembre 2019, Betances firmò un contratto di un anno con i New York Mets.
Durante la stagione 2021, Betances lanciò in solo inning nella MLB, poiché a partire dall'8 aprile venne inserito nella lista degli infortunati a causa della sindrome da conflitto della cuffia dei rotatori alla spalla destra per cui dovette sottoporsi a un intervento chirurgico.

## Nazionale
Betences ha partecipato al World Baseball Classic 2017 con la nazionale di baseball Dominicana.

## Palmarès

### Major League Baseball
- MLB All-Star: 4

2013-2017